# WWE 유나이티드 스테이츠 챔피언십

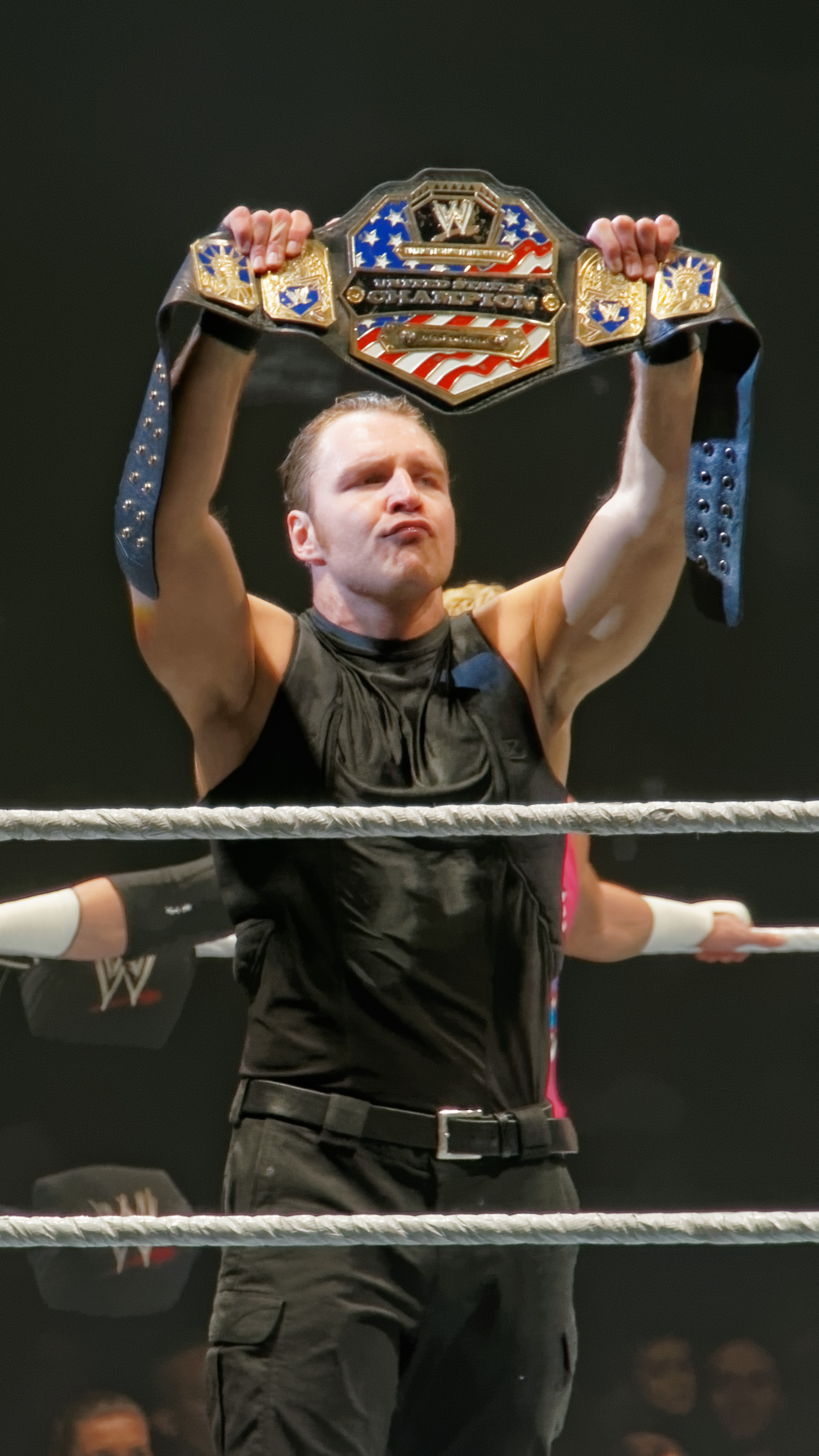

WWE 유나이티드 스테이츠 챔피언십(WWE United States Championship)은 WWE의 챔피언십중 하나로, 중간급에 속한다. 현재는 스맥다운  브랜드에 속하고 있다.
이 챔피언십은 과거 NWA(내셔널 레슬링 얼라이언스)와 WCW(월드 챔피언십 레슬링)에도 속해있던 챔피언십이다.

## 역사
WWE 유나이티드 스테이츠 챔피언십의 역사는 1975년으로부터 거슬러 간다. 이 타이틀은 NWA 유나이티드 헤비웨이트 챔피언라는 이름으로 시작하여 미드-애틀란틱 챔피언 레슬링 즉 짐 크로켓이 운영하는 챔피언십으로 탄생하였다.
1975년 1월 1일, 토너먼트 결승전에서 '킹' 할리 레이스가 자니 위버를 상대로 초대 챔피언이 되었다. 6년이란 세월이 지나 로디 파이퍼가 릭 플레어를 상대로 이겨 NWA 유나이티드 월드 헤비급 챔피언이 통합으로 이어지게 되었다. 1988년 테드 터너가 이끄는 WCW가 창설하면서 NWA와 분리하여, 이 타이틀이 1988년 5월부터 이어졌다. 이때 바리 윈드햄이 WCW에서 챔피언이 된 계기가 시작되었다.
1991년부터 WCW 유나이티드 스테이츠 헤비웨이트 챔피언십으로 고치고 10년동안 지켰다. 하지만 WWE(월드 레슬링 엔터테인먼트)가 WCW와 ECW를 흡수한 동시에 이 타이틀은 WWE로 이동하면서 부커 T가 WCW에서의 마지막 챔피언이 되는 불명예를 남겼다. 2001년 서바이버 시리즈에서 WCW 유나이티드 스테이츠 챔피언십이었던 에지가 당시 인터콘티넨탈 챔피언인 테스트를 이기며 통합 인터콘티넨탈 챔피언십이 되었다.
브랜드 확장 이후,2003년 7월쯤, 스맥다운의 단장이었던 스테파니 맥맨은 러에 있었던 인터콘티넨탈 챔피언십을 분리시켜 WWE 유나이티드 스테이츠 챔피언십이라는 챔피언십을 만들어 토너먼트 방식으로 만들었다. 토너먼트 파이널에서 에디 게레로가 친구인 크리스 벤와를 이기며 챔피언이 되었다.
이 타이틀은 WWE에 속해있지만 트리플 크라운 챔피언십과 그랜드 슬램 챔피언십에는 인정되지 않았다. 그러나 2012년에 WWE 메인이벤트를 통해 그랜드 슬램 챔피언십의 기타 챔피언십으로 인정하게 되었다. (2006년에는 JBL가,2010년 더 미즈가 유나이티드 스테이츠 챔피언십을 마치 인터콘티넨탈 챔피언십처럼 착각하여 그랜드 슬램을 달성했다면서 어중이 떠들었었다. 그러나 그 두 선수는 이미 실제로 달성하였다.)
2009년 4월 13일에서 유나이티드 스테이츠 챔피언이된 M.V.P.가 5월 20일에 드래프트 로터리를 통해 러로 이적하면서 러 브랜드 속하게 되어 현재에 이으고 있다. 2011년 3월 14일에 셰이머스가 다니엘 브라이언을 이기면서 챔피언이 된후 4월 26일에 러에서 스맥다운로 옮겼지만, 5일후인 5월 1일 코피 킹스턴이 셰이머스를 이기면서 다시 러로 환원시켰다.안토니오 세자로다음에 딘 앰브로스가 챔피언이다. 하지만 20인 배틀 로얄에서 셰이머스가 딘 앰브로스를 떨어트리고 챔피언에 등극했다. 하지만  챌린지를 통해 방어를 해가나, 2015년 섬머슬램에서 열린 'Winner takes all'매치 즉, WWE 월드 헤비웨이트 챔피언십과, WWE 유나이티드 스테이츠 챔피언십을 승자가 가져간다는 방식이었다. 경기 상대였던 WWE 월드 헤비웨이트 챔피언인 세스 롤린스에게 타이틀을 빼앗긴다. 그러나 WWE 나이트 오브 챔피언스에서는 존 시나와 스팅과 함께 각각 챔피언전을 치르게 되어 존 시나가 다시 한번 차지하게 되었다. 하지만 헬 인 어 셀에서는 알베르토 델 리오와 도전을 걸다가 승리하여 빼앗기다가 2016년에는 스맥다운에서 존 시나의 복귀와 동시에 또 다른 도전자를 소개받은 선수인 칼리스토를 상대로 대립하여 로얄 럼블에서 챔피언전을 치르다가 쟁취했다. 하지만 익스트림 룰스에서 리그 오브 네이션즈의 전 멤버였던 루세프가 대립하다가 그의 승리로 1년만에 다시 쟁취하였다.

## 역대 타이틀 명칭
| 타이틀 명칭                                                     | 연도                             |
| --------------------------------------------------------------- | -------------------------------- |
| NWA 유나이티드 스테이츠 헤비웨이트 챔피언십(미드-애틀란틱 버전) | 1975년 1월 1일 ~ 1981년 1월 27일 |
| NWA 유나이티드 스테이츠 헤비웨이트 챔피언십                     | 1981년 1월 27일 ~ 1991년         |
| WCW 유나이티드 스테이츠 헤비웨이트 챔피언십                     | 1991년 ~ 2001년                  |
| WCW 유나이티드 스테이츠 챔피언십                                | 2001년                           |
| WWE 유나이티드 스테이츠 챔피언십                                | 2003년 ~ 현재                    |

## 기록들
- 초대 챔피언 : 할리 레이스
- 최장수 챔피언 : 렉스 루거 (523일(전체)), 딘 앰브로스  (351일(WWE))
- 최단 기간 챔피언 : 스티브 오스틴 (5분)
- 최다 챔피언 : 릭 플레어 (6회(전체)), 존 시나 (5회(WWE))
- 최중량급 챔피언 : 빅 쇼 (230kg)
- 최경량급 챔피언 : 칼리스토 (77kg)
- 최고령 챔피언 : 테리 펑크 (56세 85일)
- 최연소 챔피언 : 데이비드 플레어 (20세 121일)

## 역대 챔피언

#### NWA (내셔널 레슬링 얼라이언스)
- 할리 레이스 (초대 챔피언)
- 자니 발렌타인
- 테리 펑크
- 폴 존스
- 블랙잭 멀리건
- 보보 브라질
- 릭 플레어
- 리키 스팀보트
- 미스터 레슬링
- 지미 스누카
- 로디 파이퍼
- 와후 맥다니엘
- 서전 슬로터
- 그레이그 발렌타인
- 딕 슬레이
- 매그넘 T.A.
- 툴리 블랜챠드
- 니키타 콜로프
- 렉스 루거
- 더스티 로즈
- 바리 윈드햄

#### WCW (월드 챔피언십 레슬링)
- 마이클 헤이즈
- 스탄 핸슨
- 스팅
- 릭 루드
- 더스틴 로즈
- 스티브 오스틴
- 짐 더간
- 빅 밴 베이더
- 사사키 켄스케
- 원 맨 갱
- 코난
- 에디 게레로
- 딘 말렝코
- 제프 제럿
- 스티브 맥마이클
- 커트 헤닉
- 다이아몬드 달라스 페이지
- 레이븐
- 골드버그
- 브렛 하트
- 스캇 홀
- 스캇 스테이너
- 데이비드 플레어
- 크리스 벤와
- 시드 비셔스
- 랜스 스톰
- 제네럴 렉션
- 셰인 더글래스
- 릭 스테이너
- 부커 T

#### WWE (월드 레슬링 엔터테인먼트)
(여기서 NWA나 WCW에서 챔피언이 되었던 선수들은 생략하였다.)

- 크리스 캐니언
- 타지리
- 라이노
- 커트 앵글
- 에지
- 빅 쇼
- 존 시나
- 칼리토
- 올랜도 조던
- 존 브래드쇼 레이필드
- 보비 래슐리
- 핀리
- 미스터 케네디
- 몬텔 본테비이어스 포터
- 매트 하디
- 셸턴 벤자민
- 더 미즈
- R-트루스
- 다니엘 브라이언
- 셰이머스
- 돌프 지글러
- 잭 라이더
- 잭 스웨거
- 산티노 마렐라
- 안토니오 세자로
- 코피 킹스턴
- 딘 앰브로스
- 루세프
- 세스 롤린스
- 알베르토 델 리오
- 칼리스토
- 로만 레인즈
- 크리스 제리코
- 케빈 오웬스
- AJ 스타일스
- 배런 코빈
- 바비 루드
- 랜디 오턴
- 진더 마할
- 제프 하디
- 나카무라 신스케
- 사모아 조
- 레이 미스테리오
- 리코셰
- 안드라데
- 아폴로 크루즈
- 리들
- 데미안 프리스트
- 핀 베일러
- 오스틴 시어리
- 로건 폴
- LA 나이트
- 제이콥 파투
- 솔로 시코아 (현 챔피언)

## 같이 보기
- 트리플 크라운 챔피언십
- 그랜드 슬램 챔피언십
- WWE 인터콘티넨털 챔피언십
- WWE 유러피언 챔피언십
- WWE 하드코어 챔피언십
- ECW 월드 텔레비전 챔피언십
- TNA X-디비전 챔피언십
- TNA 킹 오브 더 마운틴 챔피언십
- RoH 월드 텔레비전 챔피언십
- RoH 월드 퓨어 챔피언십
- GFW 넥스트 제너레이션 챔피언십